# 斯瓦里尼
51°16′43″N 26°15′16″E / 51.27861°N 26.25444°E
斯瓦里尼（烏克蘭語：Сварині），是烏克蘭西北部的村莊，隸屬里夫內州的瓦拉什區。該村始建於1510年，面積16.6平方公里，海拔高度160米，2001年人口781，人口密度每平方公里47.2人。